# Action immédiate (film, 1977)
Pour les articles homonymes, voir Action immédiate.
Pour plus de détails, voir Fiche technique et Distribution.
Action immédiate (La via della droga) est un film italien réalisé par Enzo G. Castellari, sorti en 1977. 

## Synopsis
De Rome à Hong-Kong, de New-York à Amsterdam, les cargaisons de drogue transitent, responsables de décrépitudes sociales à travers le monde et voyant l'occident peu à peu pourrir. Capitaine du bureau narcotique à Rome, Mike Hamilton décide qu'il est temps d'instaurer un grand nettoyage à la source en prenant le taureau par les cornes pour vaincre le réseau tentaculaire de la drogue. Il est secondé par Fabio, un de ses agents, qui s'infiltre dans ce dernier afin de le démanteler de l'intérieur. Après avoir gagné la confiance du dirigeant du cartel, Gianni, il est rapidement démasqué et traqué par ses hommes...

## Fiche technique
- Titre original : La via della droga
- Titre français : Action immédiate
- Réalisation : Enzo G. Castellari
- Scénario : Galliano Juso et Massimo de Rita
- Montage : Gianfranco Amicucci
- Musique : Goblin
- Photographie : Giovanni Bergamini
- Production : Galliano Juso
- Société de production : Cinemaster
- Société de distribution : Titanus
- Pays d'origine :  Italie
- Langue originale : italien
- Format : couleur
- Genre : Policier, action et thriller
- Durée : 100 minutes
- Date de sortie  : 
  -  Italie : 13 août 1977

## Distribution
- Fabio Testi (VF : Sady Rebbot) : Fabio
- David Hemmings (VF : Bernard Murat) : Mike Hamilton
- Wolfango Soldati (VF : Patrick Poivey) : Gilo
- Johnny Loffredo (VF : Philippe Ogouz) : Gianni
- Sherry Buchanan (VF : Sylvie Feit) : Vera
- Sergio Ruggeri (VF : Yves Barsacq) : Sergio
- Gianni Orlando (VF : Jean-François Laley) : Leroy
- Guido Cerniglia (VF : Jacques Deschamps) : le colonel romain
- Leon Lenoir (VF : Edmond Bernard) : le prophète
- Richard Dunne (VF : Michel Gudin) : M. Meade
- Massimo Vanni (VF : Hervé Jolly) : Massimo
- Angelo Ragusa (VF : Maurice Sarfati) : le vendeur de drogue
- Romano Puppo (VF : Joël Martineau) : l'homme de main de Leroy, assassin de Gianni
- Patrizia Webley (VF : Jacqueline Cohen) : la lesbienne blonde
- Margherita Horowitz (VF : Jacqueline Cohen) : la mère